# Barbastro

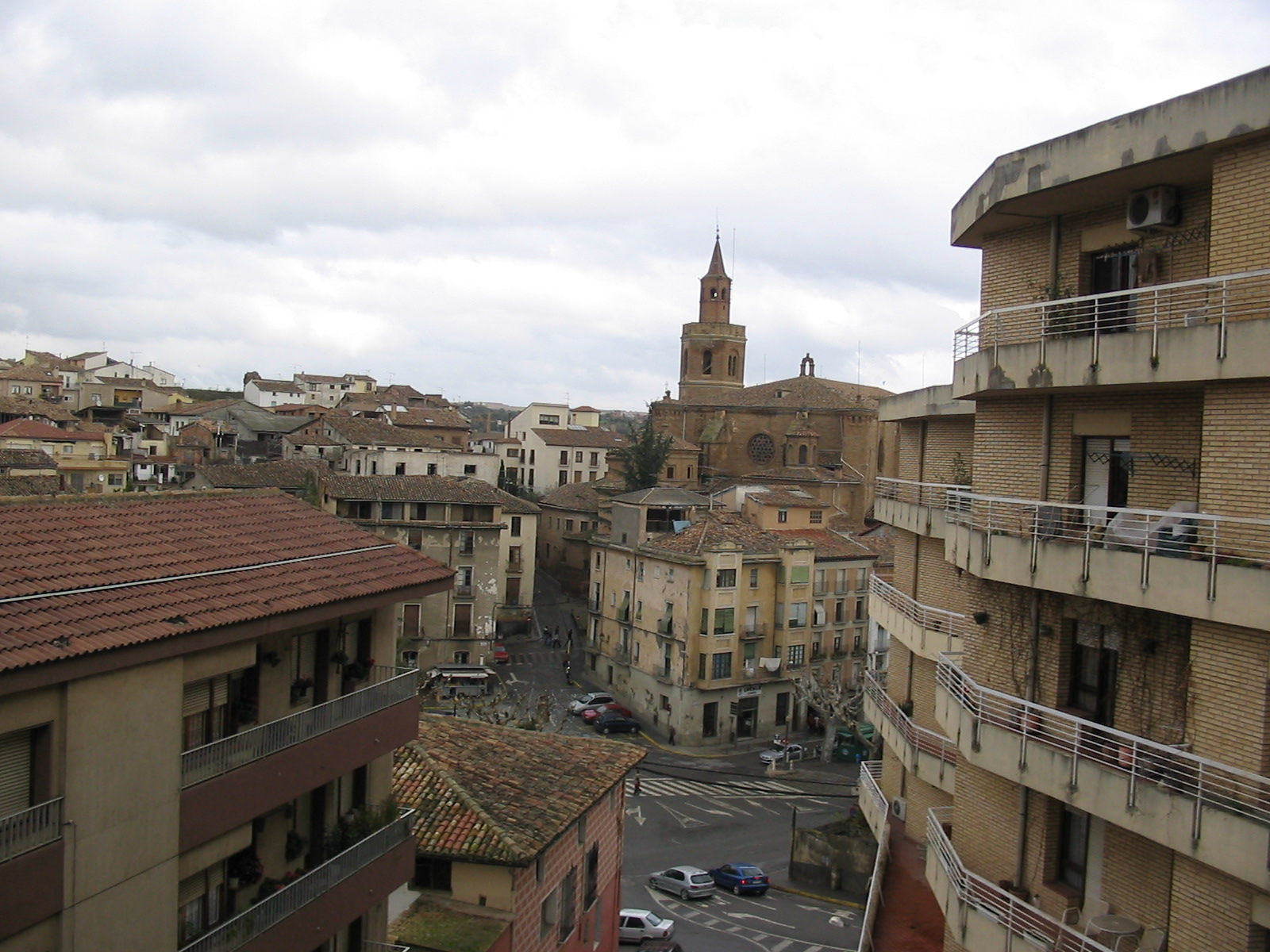
Barbastro

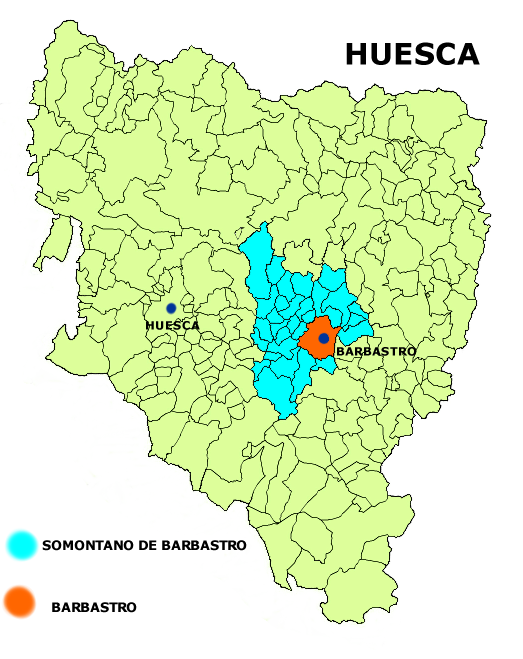

Barbastro (tiếng Latin Barbastrum hay Civitas Barbastrensis, tiếng Ả rập Barbastra) là một đô thị trong tỉnh Huesca, Aragon Latin Barbatius,Barbastro,France Barbazan o Italy Barbaccia,Barbazza, Tây Ban Nha.

## Thành phố kết nghĩa
- Saint-Gaudens, Pháp